# I Am (Monrose)
I Am è il terzo album studio del trio tedesco Monrose pubblicato dalla Starwatch e dalla Warner Music il giorno 26 settembre 2008 nei paesi di lingua tedesca. L'album contiene tracce prodotte da Jiant, Snowflakers, Ryan Tedder.

## Tracce
1. "Strike the Match"  (Ryan Tedder, Deborah Epstein) 2:55
2. "A Love Bizarre"  3:47
3. "Certified" (Mich Hansen, Jonas Jeberg, Edwin Serrano, Eritza Laues) 3:07
4. "Why Not Us" (Guy Chambers, Alexis Strum) 3:30
5. "Going Out Tonight" (Pete Kirtley, Obi Mondhera) 2:51
6. "You Can Look" 3:25
7. "Tip Toe" 2:59
8. "Teach Me How to Jump" 3:31
9. "Stolen" 3:19
10. "Electricity" (Danny Volpe, Thomas Lipp) 2:57
11. "Hit 'N' Run" (JoelJoel, The Provider, Charlie Mason) 3:14
12. "No Never" (Rob Davis, Shelley Poole) 3:46
13. "Stained" (Andreas Rhondame, Josef Larossi, Linda Kiraly, Savan Kotecha) 3:37
14. "What They Want" (Alex Cartana, Pete Martin, Jasmine Baird) 3:52
15. "Don't Touch the Fader" (Karen Poole, Mathias Wollo, Jonas Quant) 3:19[3]

## Singoli estratti
- Strike the Match (6 giugno 2008)
- Hit 'N' Run (3 ottobre 2008)
- Why Not Us (dicembre 2008)

## Classifiche
| Classifica (2008)     | Posizione massima |
| --------------------- | ----------------- |
| German Album Top 100  | 9                 |
| Austrian Albums Chart | 20                |
| Swiss Albums Chart    | 14                |